# Ankilimivory
Ankilimivory is een plaats en commune in het zuiden van Madagaskar, behorend tot het district Ampanihy, dat gelegen is in de regio Atsimo-Andrefana. Tijdens een volkstelling in 2001 telde de plaats 15.000 inwoners.
De plaats biedt alleen lager onderwijs aan. 90% van de bevolking werkt als landbouwer, 6% houdt zich bezig met veeteelt en 1% verdient zijn brood als visser. De belangrijkste landbouwproducten zijn mais en pinda's; een ander belangrijk product is maniok. Verder is 3% actief in de dienstensector.